# Жозеф Пейре
Жозеф Пейре (фр. Joseph Peyré; 13 березня 1892, Еді — 26 грудня 1968, Канни) — французький письменник і журналіст. У 1935 році отримав Гонкурівську премію за роман «Кров та світло».
Пейре був сином учителя і ходив до школи в По. Він навчався в Парижі (ліцей Генріха IV) і Бордо, здобув ступінь ліценціата з філософії (як учень Еміля-Огюста Шартьє) і здобув ступінь доктора права. Недовго займався адвокатською діяльністю, а потім став журналістом і був пов'язаний з Жозефом Кесселем. Друкуватися як письменник почав у 1920-х роках.
Темами його книг були пустелі (Сахара), Іспанія (як у Sang et Lumières), гори (він писав про Маттерхорн, гору Еверест і Джорджа Мелорі) і його рідний Беарн (Країна Басків). Він був дуже пов'язаний з Іспанією і був тореадором-любителем.
Був офіцером ордена Почесного легіону.